# Ventura Boulevard
Pour les articles homonymes, voir Ventura.
Ventura Boulevard est l'un des axes principaux est-ouest de la vallée de San Fernando, au nord de Los Angeles en Californie.

## Présentation
Route la plus ancienne de la vallée, elle est à l'origine une partie du Camino Real, la route qui relie les différentes missions espagnoles de la région. Le Ventura Boulevard commence à Woodland Hills, à l'intersection de Valley Circle Blvd., passe par Tarzana, Encino, Sherman Oaks, puis devient le Cahuenga Boulevard au niveau de Studio City, après quoi il rejoint Hollywood par le col de Cahuenga.
Cet axe accueille la plupart des magasins et des supermarchés de la Vallée, ainsi que de nombreux restaurants, des librairies et des petits commerces. Elle délimite traditionnellement les quartiers situés au « sud du Boulevard », sur les collines, et ceux situés au « nord du Boulevard », dans la vallée elle-même, où vivent des populations moins aisées.
Le boulevard est connu dans la culture populaire grâce à plusieurs films, dont 40 ans, toujours puceau, et à plusieurs chansons. Il est cité dans celle de Frank Zappa, Valley Girl et Tom Petty, Free Fallin'.